# Satélites de Neptuno

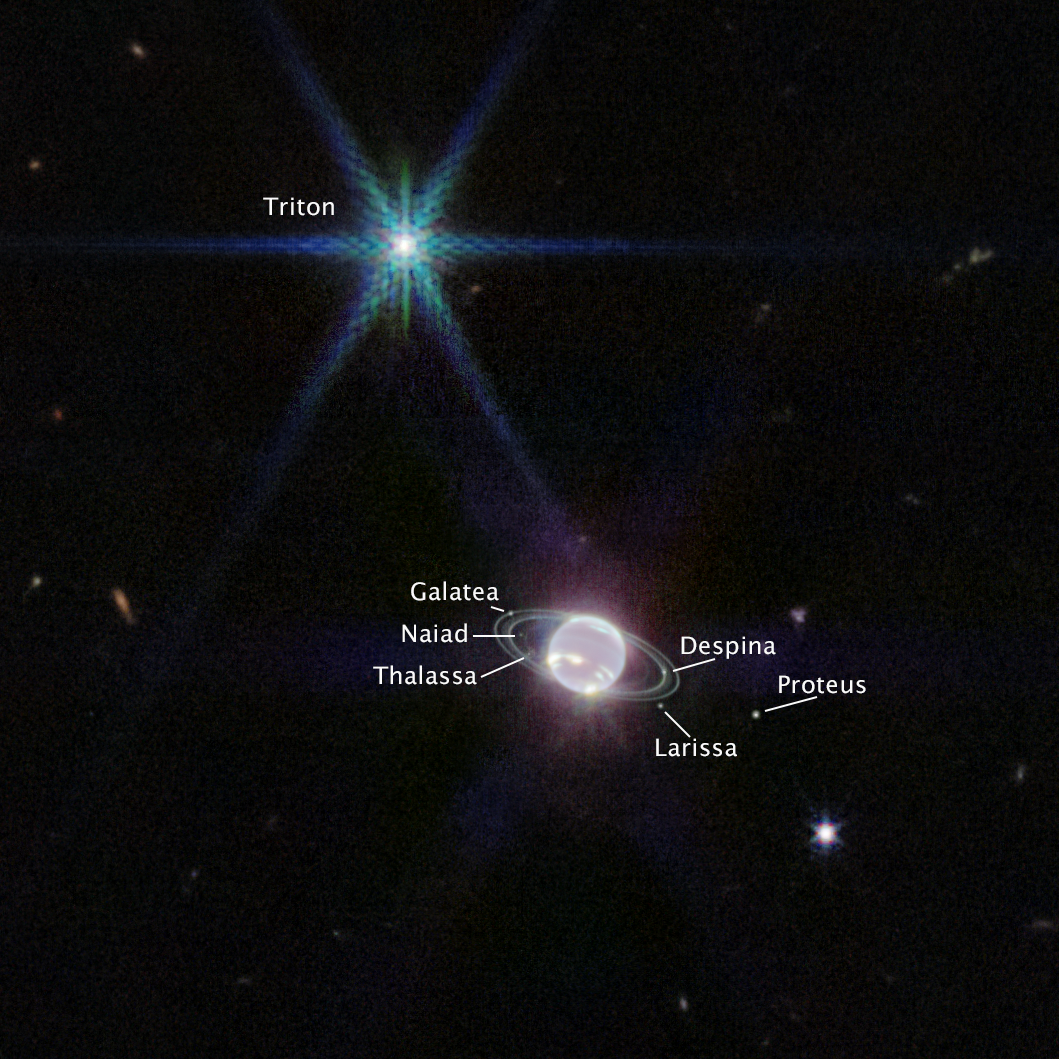
Una imagen con anotaciones en la que aparecen algunos de los satélites de Neptuno capturados por el telescopio espacial James Webb. El punto azul brillante es Tritón, el satélite más grande de Neptuno.

Los satélites de Neptuno son aquellos cuerpos celestes que orbitan alrededor de este planeta. Neptuno tiene 16 satélites naturales conocidos, que llevan el nombre de deidades relacionadas con el agua en la mitología griega. Con diferencia, el mayor de estos satélites es Tritón, descubierto por William Lassell el 10 de octubre de 1846, 17 días después del descubrimiento del propio Neptuno. Pasó más de un siglo antes del descubrimiento del segundo satélite natural, Nereida, en 1949, y otros 40 años antes de que Proteo, el segundo satélite más grande de Neptuno, fuera descubierto en 1989. S/2021 N 1, el satélite más externo de Neptuno, que tiene un período orbital de aproximadamente 27 años julianos, orbita más lejos de su planeta que cualquier otro satélite del sistema solar.
Tritón es único entre estos satélites ya que su órbita sigue una trayectoria retrógrada a la rotación de Neptuno e inclinada con respecto al ecuador de Neptuno, lo que sugiere que no se formó en órbita alrededor de Neptuno, sino que fue capturado gravitacionalmente por el planeta. La captura de Tritón, que probablemente ocurrió algún tiempo después de que Neptuno formara un sistema de satélites, fue un evento catastrófico para los satélites originales de Neptuno, ya que alteró sus órbitas de modo que colisionaron para formar un disco de escombros. Tritón es lo suficientemente masivo como para haber alcanzado el equilibrio hidrostático y retener una atmósfera delgada capaz de formar nubes y brumas.
Hay siete pequeños satélites regulares que presentan órbitas más cercanas que la de Tritón, siendo el más grande Proteo, todos los cuales tienen órbitas prógradas en planos que se encuentran cerca del plano ecuatorial de Neptuno; algunos de estos orbitan entre los anillos de Neptuno. Neptuno también tiene seis satélites irregulares exteriores más además de Tritón, incluido Nereida, cuyas órbitas están mucho más lejos de Neptuno y con una gran inclinación: tres de ellos tienen órbitas prógradas, mientras que el resto tiene órbitas retrógradas. En particular, Nereida tiene una órbita inusualmente cercana y excéntrica para un satélite irregular, lo que sugiere que alguna vez pudo haber sido un satélite regular que fue significativamente perturbado en su posición actual cuando Tritón fue capturado.

## Historia

### Descubrimiento
Tritón fue descubierto por William Lassell en 1846, apenas diecisiete días después del descubrimiento de Neptuno. Nereida fue descubierto por Gerard P. Kuiper en 1949. El tercer satélite, posteriormente nombrado Larisa, fue observado por primera vez por Harold J. Reitsema, William B. Hubbard, Larry A. Lebofsky y David J. Tholen el 24 de mayo de 1981. Los astrónomos estaban observando el acercamiento de una estrella a Neptuno, buscando anillos similares a los anillos descubiertos alrededor de Urano cuatro años antes. Si hubiera anillos, la luminosidad de la estrella disminuiría ligeramente justo antes del máximo acercamiento del planeta. Pero la luminosidad de la estrella disminuyó solo durante unos segundos, lo que significaba que se debía a un satélite y no a un anillo.
No se encontraron más satélites hasta que la sonda espacial Voyager 2 pasó cerca de Neptuno en 1989. La Voyager 2 redescubrió Larisa y descubrió cinco satélites interiores: Náyade, Talasa, Despina, Galatea y Proteo. En 2001, dos estudios realizados con grandes telescopios terrestres encontraron cinco satélites exteriores adicionales, con lo que el total ascendió a trece. Estudios de seguimiento realizados por dos equipos en 2002 y 2003 respectivamente volvieron a observar estos cinco satélites, los cuales son Halimede, Sao, Psámate, Laomedeia y Neso. En el estudio de 2002 también se encontró un sexto satélite candidato, pero posteriormente se perdió.
En 2013, Mark R. Showalter descubrió Hipocampo mientras examinaba imágenes de 2009 del telescopio espacial Hubble que se centraban en los anillos de Neptuno. Usó una técnica similar al paneo para compensar el movimiento orbital y permitir el apilamiento de múltiples imágenes para resaltar detalles débiles. Después de decidir expandir el área de búsqueda a radios mucho más allá de los anillos, encontró un punto inequívoco que representaba el nuevo satélite. Luego, lo encontró repetidamente en otras imágenes de archivo del Hubble que se remontaban a 2004. La Voyager 2, que había observado todos los demás satélites interiores de Neptuno, no lo detectó durante su sobrevuelo en 1989 debido a su oscuridad.
En 2021, Scott S. Sheppard y su equipo utilizaron el telescopio Subaru en Mauna Kea, Hawái, y descubrieron dos satélites irregulares más de Neptuno, los cuales fueron anunciados en febrero de 2024. Estos dos satélites se designaron provisionalmente S/2002 N 5 y S/2021 N 1. Siendo el primero un satélite que se redescubrió, ya que se había identificado en septiembre de 2002 pero posteriormente no pudo volver a ser identificado.

### Nombramiento
Tritón no tuvo un nombre oficial hasta el siglo XX. El nombre "Tritón" fue sugerido por Camille Flammarion en su libro Astronomie Populaire de 1880, pero no se volvió de uso común hasta al menos la década de 1930.Otros satélites de Neptuno también llevan nombres de deidades acuáticas de las mitologías griega y romana, de acuerdo con la posición de Neptuno como dios del mar:  ya sea de la mitología griega, generalmente hijos de Poseidón (Tritón, Proteo, Despina, Talasa); amantes de Poseidón (Larisa); clases de deidades griegas menores del agua (Náyade y Nereida); o Nereidas específicas (Halimede, Galatea, Neso, Sao, Laomedeia, Psámate). Por su parte, Hipocampo permaneció sin nombre desde 2013 hasta 2019, cuando recibió el nombre de Hipocampo, una criatura mitológica que era mitad caballo y mitad pez.
La convención general es utilizar para los satélites prógrados, nombres que terminen en "o"; para los satélites retrógrados, nombres que terminen en "e"; y para los satélites excepcionalmente inclinados, nombres que terminen en "o". Esta convención es exactamente igual a la que se aplica a los satélites de Júpiter. Existen dos asteroides que tienen los mismos nombres que algunos de los satélites de Neptuno: (74) Galatea y (1162) Larisa.

## Características
Los satélites de Neptuno se pueden dividir en dos grupos: regulares e irregulares. El primer grupo incluye los siete satélites interiores, que siguen órbitas circulares prógradas sobre el plano ecuatorial de Neptuno. El segundo grupo está formado por los nueve satélites restantes, incluyendo Tritón. Generalmente, los satélites de este último grupo siguen órbitas inclinadas, excéntricas y, a menudo, retrógradas, lejos de Neptuno; la única excepción es Tritón, que orbita cerca del planeta siguiendo una órbita circular, aunque retrógrada e inclinada.

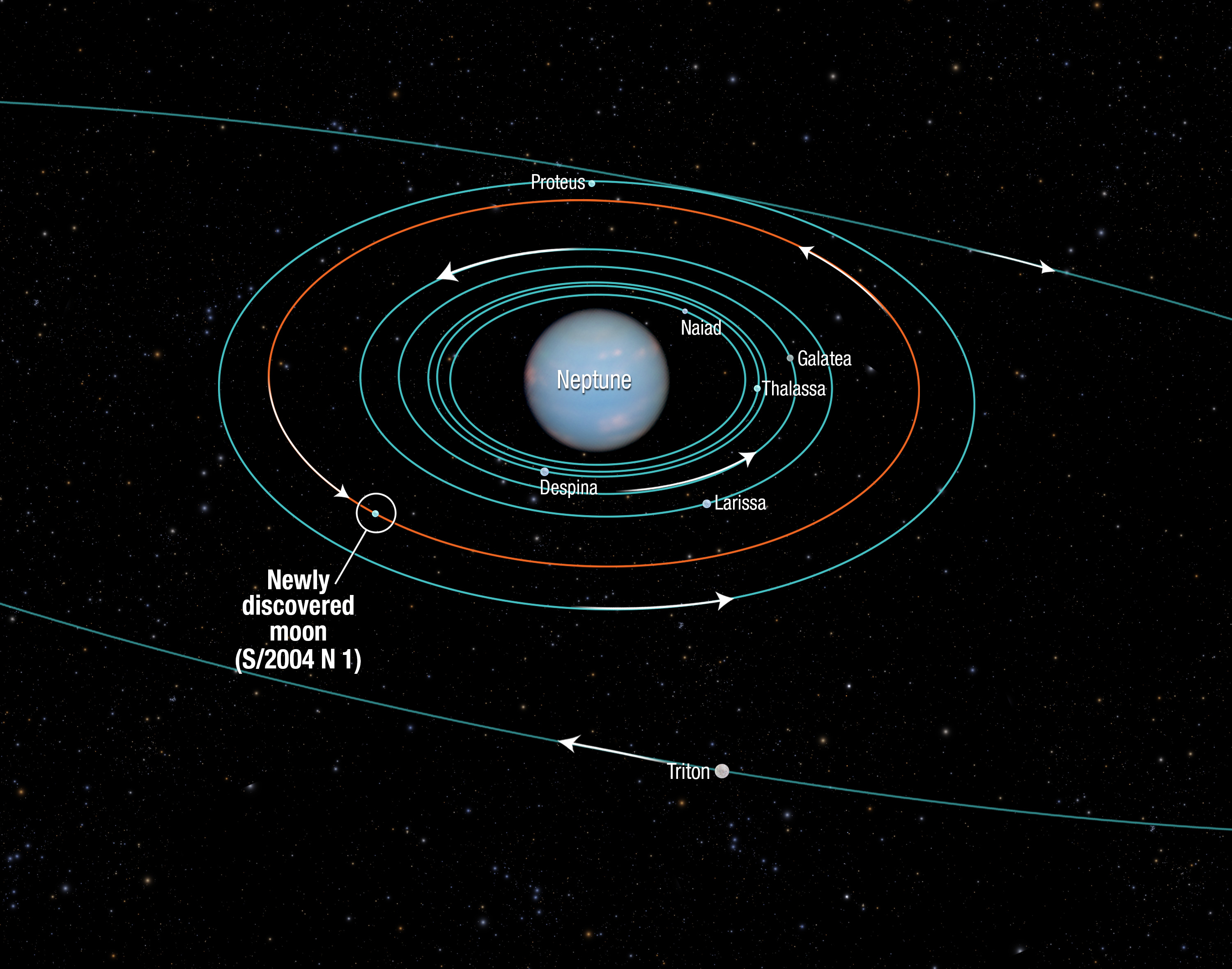
Diagrama orbital de los satélites interiores de Neptuno, incluyendo Tritón, con sus nombres y la dirección de su órbita indicadas.

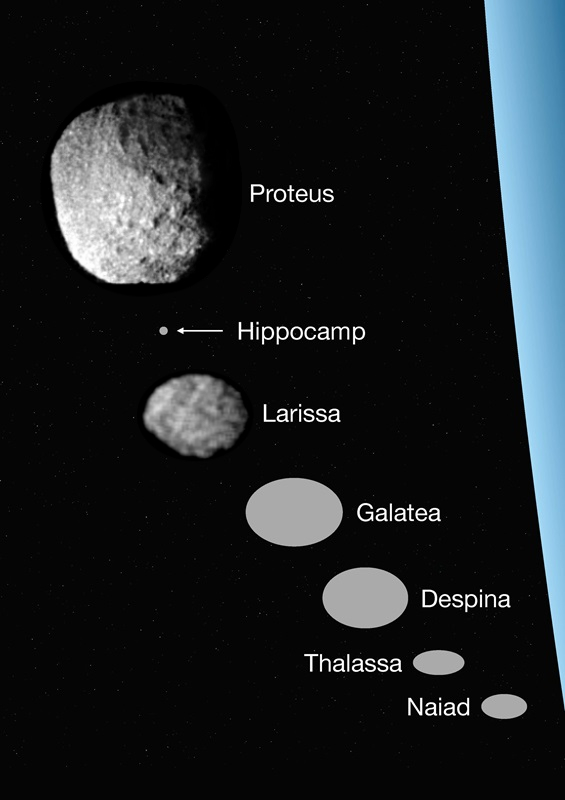
Comparación del tamaño de los siete satélites interiores de Neptuno.

### Satélites regulares
En orden de distancia a Neptuno, los satélites regulares son Náyade, Talasa, Despina, Galatea, Larisa, Hipocampo y Proteo. Todos, excepto los dos últimos, están dentro de la órbita síncrona de Neptuno (el período de rotación de Neptuno es de 0.6713 días o 16 horas) y, por lo tanto, sus órbitas están siendo desaceleradas. Náyade, el satélite regular más cercano, es también el segundo más pequeño entre los satélites interiores tras el descubrimiento de Hipocampo, mientras que Proteo es el satélite regular más grande y el segundo más grande de Neptuno. Los primeros cinco satélites orbitan mucho más rápido que la propia rotación de Neptuno, oscilando entre 7 horas para Náyade y Talasa, y 13 horas para Larisa.
Los satélites interiores están estrechamente asociados con los anillos de Neptuno. Los dos satélites más internos, Náyade y Talasa, orbitan entre los anillos Galle y Le Verrier. Despina puede ser un satélite pastor del anillo Le Verrier ya que su órbita se encuentra justo dentro de este anillo. El próximo satélite, Galatea, orbita justo dentro del más prominente de los anillos de Neptuno, el anillo Adams. Este anillo es muy estrecho, con un ancho que no supera los 50 kilómetros, y tiene cinco arcos brillantes incrustados. La gravedad de Galatea ayuda a confinar las partículas del anillo dentro de una región limitada en la dirección radial, manteniendo el anillo estrecho. Varias resonancias entre las partículas del anillo y Galatea también pueden desempeñar un papel en el mantenimiento de los arcos.
Solo se han fotografiado los dos satélites regulares más grandes con una resolución suficiente para discernir sus formas y características de la superficie. Larisa tiene unos 200 kilómetros de diámetro y su forma es alargada. Proteo no es significativamente alargado, pero tampoco completamente esférico: se asemeja a un poliedro irregular, con varias facetas planas o ligeramente cóncavas de 150 a 250 kilómetros de diámetro. Esta diferencia puede deberse a una colisión pasada de Proteo. La superficie de Proteo está llena de cráteres y muestra una serie de características lineales. Su cráter más grande, Pharos, tiene más de 150 kilómetros de diámetro.
Todos los satélites interiores de Neptuno son objetos oscuros: sus albedos geométricos oscilan entre el 7 y el 10 % y sus espectros indican que están hechos de hielo de agua contaminado por algún material muy oscuro, probablemente compuestos orgánicos complejos.

### Satélites irregulares

El diagrama ilustra las órbitas de los satélites irregulares de Neptuno excluyendo a Tritón. La excentricidad está representada por los segmentos amarillos que se extienden desde el pericentro hasta el apocentro con la inclinación representada en el eje Y. Los satélites sobre el eje X son prógrados, los que están debajo son retrógrados. El eje X está etiquetado en gigámetros y la fracción del radio de la esfera de Hill.

En orden de distancia al planeta, los satélites irregulares son Tritón, Nereida, Halimede, Sao, S/2002 N 5, Laomedeia, Psámate, Neso y S/2021 N 1, un grupo que incluye objetos tanto prógrados como retrógrados. Los siete satélites más exteriores son similares a los satélites irregulares de otros planetas gigantes, y se cree que fueron capturados gravitacionalmente por Neptuno, a diferencia de los satélites regulares, que probablemente se formaron in situ.
Tritón y Nereida son satélites irregulares inusuales y, por lo tanto, se tratan por separado de los otros siete satélites neptunianos irregulares, los cuales tienen un gran parecido a los satélites irregulares exteriores de los planetas gigantes. En primer lugar, son los dos satélites irregulares más grandes conocidos en el sistema solar, siendo Tritón casi un orden de magnitud más grande que todos los demás satélites irregulares conocidos. En segundo lugar, ambos tienen semiejes mayores atípicamente pequeños, siendo el de Tritón un orden de magnitud más pequeño que el de todos los demás satélites irregulares conocidos. En tercer lugar, ambos tienen excentricidades orbitales inusuales: Nereida tiene una de las órbitas más excéntricas de todos los satélites irregulares conocidos, y la órbita de Tritón es un círculo casi perfecto. Finalmente, Nereida también tiene la inclinación más baja de todos los satélites irregulares conocidos.

#### Tritón

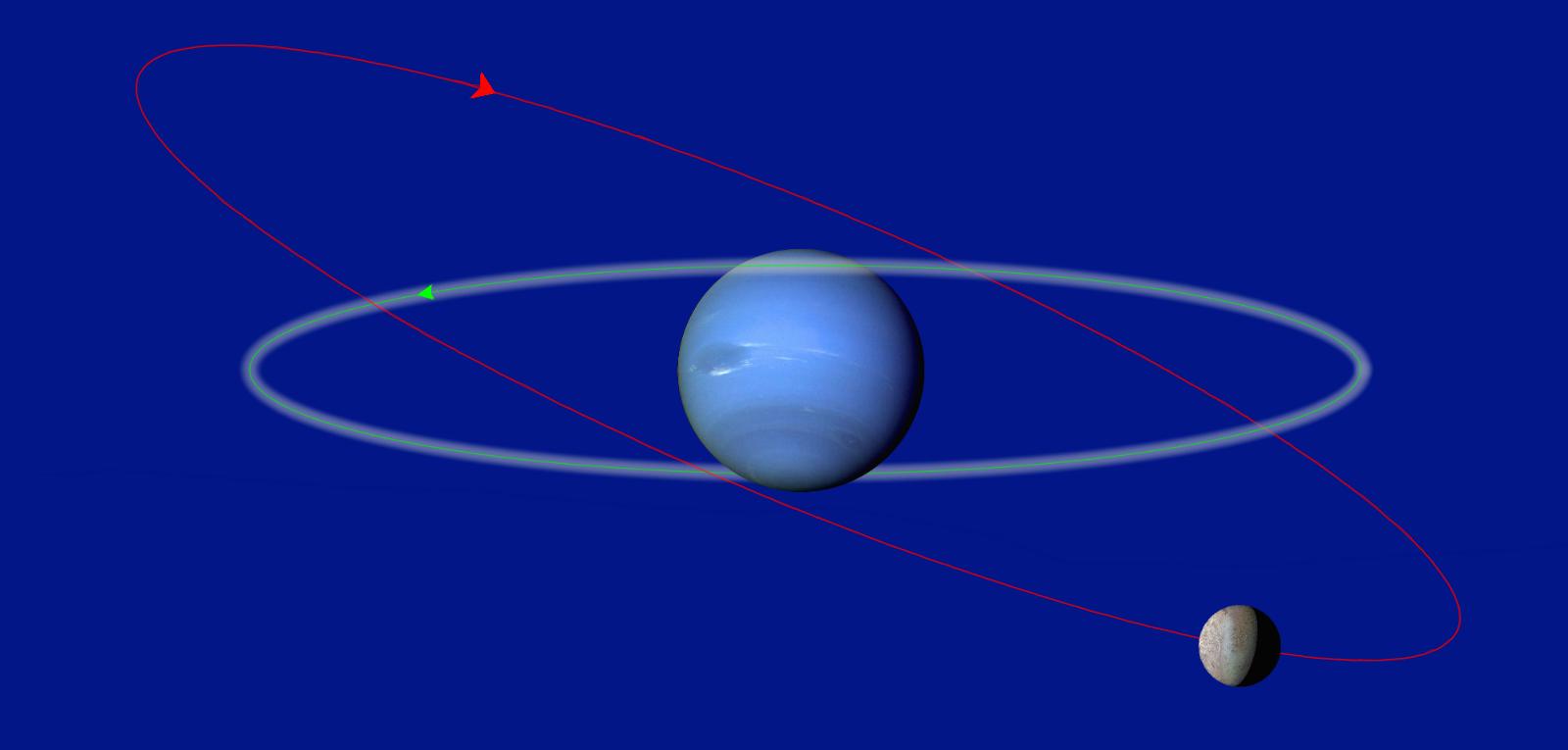
La órbita de Tritón (marcada en rojo) es diferente a la órbita de los satélites regulares (marcada en verde).

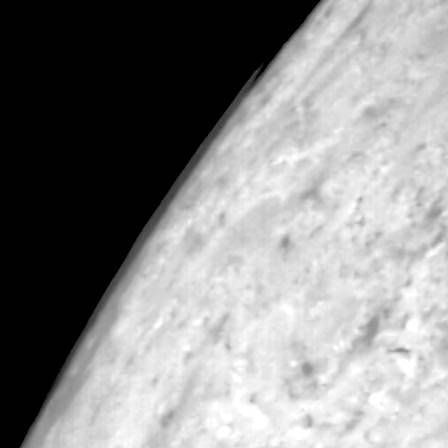
La atmósfera de Tritón capturada por la Voyager 2.

Tritón sigue una órbita retrógrada y casi circular, y se cree que es un satélite capturado gravitacionalmente. Fue el segundo satélite del sistema solar que se descubrió que tenía una atmósfera sustancial, compuesta principalmente de nitrógeno con pequeñas cantidades de metano y monóxido de carbono. La presión sobre la superficie de Tritón es de unos 14 microbares. En 1989, la sonda espacial Voyager 2 observó lo que parecían ser nubes y brumas en esta delgada atmósfera. Tritón es uno de los cuerpos más fríos del sistema solar, con una temperatura superficial de unos 38 Kelvin (−235,2 °C). Su superficie está cubierta por nitrógeno, metano, dióxido de carbono y hielos de agua, y tiene un alto albedo geométrico de más del 70 %. El albedo de Bond es aún mayor, alcanzando hasta el 90 %. Las características de la superficie incluyen el gran casquete polar sur, planos más antiguos con cráteres atravesados por fosas tectónicas y escarpes, así como características jóvenes probablemente formadas por procesos endógenos como el  criovulcanismo. Las observaciones de la Voyager 2 revelaron una serie de géiseres activos dentro del casquete polar calentado por el Sol, que expulsan columnas de humo llamadas plumas a una altura de hasta 8 kilómetros. Tritón tiene una densidad relativamente alta de aproximadamente 2 g/cm3, lo que indica que las rocas constituyen aproximadamente dos tercios de su masa y los hielos (principalmente hielo de agua) el tercio restante. Es probable que haya una capa de agua líquida en las profundidades de Tritón, formando un océano subterráneo. Debido a su órbita retrógrada y su relativa proximidad a Neptuno, la desaceleración de mareas está provocando que Tritón gire en espiral hacia Neptuno, lo que conducirá a su destrucción en aproximadamente 3,6 mil millones de años.

#### Nereida

Representación de la órbita altamente excéntrica de Nereida alrededor de Neptuno.
Nereida Neptuno

Nereida es el tercer satélite más grande de Neptuno. Tiene una órbita prógrada pero muy excéntrica y se cree que es un antiguo satélite regular que fue dispersado a su órbita actual a través de interacciones gravitacionales durante la captura de Tritón. Se ha detectado espectroscópicamente hielo de agua en su superficie. Las primeras mediciones de Nereida mostraron variaciones grandes e irregulares en su magnitud visible, que se especuló que eran causadas por una precesión forzada o una rotación caótica combinada con una forma alargada y puntos brillantes u oscuros en la superficie. Esto fue desmentido en 2016, cuando las observaciones del telescopio espacial Kepler solo mostraron variaciones menores. Los modelos térmicos basados en observaciones infrarrojas de los telescopios espaciales Spitzer y Herschel sugieren que la forma de Nereida está solo moderadamente alargada, lo que desfavorece la precesión forzada de la rotación. El modelo térmico también indica que la rugosidad de la superficie de Nereida es muy alta.

#### Satélites irregulares restantes
Entre los satélites irregulares restantes, Sao, S/2002 N 5 y Laomedeia siguen órbitas prógradas, mientras que Halimede, Psámate, Neso y S/2021 N 1 siguen órbitas retrógradas. Hay al menos dos grupos de satélites que comparten órbitas similares, por una parte, los satélites prógrados Sao, S/2002 N 5 y Laomedeia pertenecientes al grupo de Sao. Por otra parte, los satélites retrógrados Psámate, Neso y S/2021 N 1 pertenecientes al grupo de Neso. Los satélites pertenecientes al grupo de Neso poseen las órbitas más distantes de todos los satélites naturales descubiertos en el sistema solar, con distancias orbitales promedio de más de 40 millones de kilómetros y períodos orbitales de más de 25 años. Neptuno tiene la esfera de Hill más grande del sistema solar, debido principalmente a su gran distancia del Sol; esto le permite retener el control de satélites que se encuentran a distancias tan distantes.

## Formación
La distribución de masa de los satélites neptunianos es la más desequilibrada de los planetas gigantes del sistema solar. Un solo satélite, Tritón, constituye casi toda la masa del sistema, y todos los demás satélites juntos representan solo un tercio del uno por ciento. La razón del desequilibrio del actual sistema neptuniano es que Tritón fue capturado mucho después de la formación del sistema de satélites original de Neptuno, y los expertos conjeturan que gran parte del sistema fue destruido en el proceso de captura.

Gráfico circular en el que se representan las masas relativas de los satélites neptunianos.
Tritón Satélites restantes

La órbita de Tritón en el momento de su captura habría sido muy excéntrica y habría causado perturbaciones caóticas en las órbitas de los satélites neptunianos internos originales, provocando que colisionaran y se redujeran a un disco de escombros. Esto significa que es probable que los satélites interiores actuales de Neptuno no sean los cuerpos originales que se formaron con Neptuno. Solo después de que la órbita de Tritón se hiciera circular, algunos de los escombros pudieron volver a acrecentarse en los satélites regulares actuales.
El mecanismo de la captura de Tritón ha sido objeto de varias teorías a lo largo de los años. Uno de ellos postula que Tritón fue capturado en un encuentro de tres cuerpos. En este escenario, Tritón es el miembro superviviente de un objeto binario del cinturón de Kuiper interrumpido por su encuentro con Neptuno.
Las simulaciones numéricas muestran que existe una probabilidad del 0.41 % de que Halimede haya chocado con Nereida en algún momento del pasado. Aunque no se sabe si ha ocurrido alguna colisión, ambos satélites parecen tener colores similares ("grises"), lo que implica que Halimede podría ser un fragmento de Nereida.

## Tabla de datos

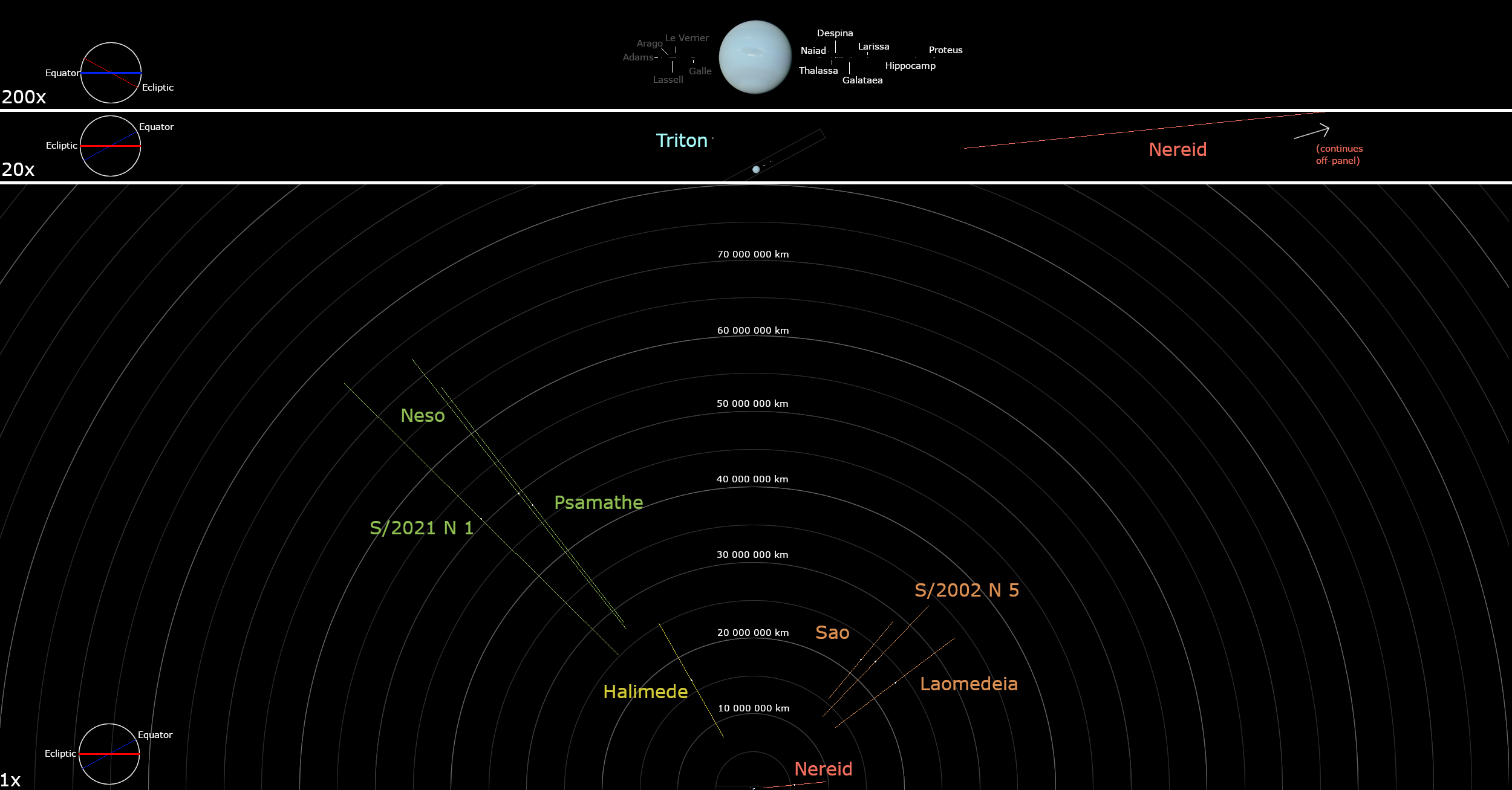
Diagrama orbital de la inclinación orbital y las distancias orbitales de los anillos de Neptuno y el sistema de satélites a varias escalas. Los satélites y anillos notables están etiquetados individualmente. Abra la imagen para obtener la resolución completa.

Los satélites neptunianos se enumeran aquí por período orbital, del más corto al más largo. Los satélites irregulares están marcados por color. Las órbitas y las distancias medias de los satélites irregulares son variables en escalas de tiempo cortas debido a las frecuentes perturbaciones planetarias y solares, por lo tanto, los elementos orbitales enumerados de todos los satélites irregulares se promedian durante un período de 30 000 años: estos pueden diferir de los elementos orbitales osculantes proporcionados por otras fuentes. Todos sus elementos orbitales se basan en la época del 1 de enero de 2020. Tritón, el único satélite neptuniano lo suficientemente masivo como para que su superficie se haya colapsado en un esferoide, se encuentra en negrita.
| Satélites interiores | Tritón       | Nereida       |
| Halimede             | Grupo de Sao | Grupo de Neso |

|    | Nombre     | Imagen | Magnitud absoluta | Diámetro (km)               | Masa (×1016 kg) | Semieje mayor (km) | Periodo orbital (días) | Inclinación (°) | Excentricidad | Descubierto en: | Anunciado en: | Descubridor              |
| -- | ---------- | --- | ----------------- | --------------------------- | --------------- | ------------------ | ---------------------- | --------------- | ------------- | --------------- | ------------- | ------------------------ |
| 1  | Náyade     | En el centro se puede ver un objeto blanco manchado alargado desde la parte inferior izquierda hasta la parte superior derecha. | 9.6               | 60,4 (96 × 60 × 52)         | ≈ 13            | 48 224             | +0,2944                | 4.691           | 0.0047        | 1989            | 1989          | Voyager 2                |
| 2  | Talasa     | Un grupo de tres objetos, cada uno rodeado por un círculo y etiquetado con sus respectivas designaciones. Talasa es el objeto central designado 1989 N5. | 8.7               | 81,4 (108 × 100 × 52)       | ≈ 35            | 50 074             | +0,3115                | 0.135           | 0.0018        | 1989            | 1989          | Voyager 2                |
| 3  | Despina    | En el centro se ve un objeto blanco de forma ovalada algo alargado horizontalmente. Hay algunas pequeñas manchas oscuras en su superficie. | 7.3               | 156 (180 × 148 × 128)       | ≈ 170           | 52 526             | +0,3346                | 0.068           | 0.0004        | 1989            | 1989          | Voyager 2                |
| 4  | Galatea    | En el centro se puede ver un pequeño objeto blanco alargado desde la parte inferior izquierda hasta la parte superior derecha. | 7.2               | 174,8 (204 × 184 × 144)     | ≈ 280           | 61 953             | +0,4287                | 0.034           | 0.0001        | 1989            | 1989          | Voyager 2                |
| 5  | Larisa     | Un objeto gris de forma irregular, ligeramente alargado horizontalmente, ocupa casi toda la imagen. Su superficie muestra una serie de manchas blancas y oscuras. | 6.8               | 194 (216 × 204 × 168)       | ≈ 380           | 73 548             | +0,5555                | 0.205           | 0.0012        | 1981            | 1981          | Harold Reitsema et al.   |
| 6  | Hipocampo  | Composición de múltiples imágenes del Hubble del sistema de Neptuno, con los satélites apareciendo como puntos blancos brillantes. El punto más tenue en la parte superior derecha es Hipocampo, rodeado y etiquetado para distinguirlo de otros satélites en esta imagen. | 10.5              | 34,8                        | ≈ 2,2           | 105 283            | +0,9500                | 0.064           | 0.0005        | 2013            | 2013          | Mark R. Showalter et al. |
| 7  | Proteo     | Desde la izquierda se ve un objeto de forma cónica casi completamente iluminado con su eje del cono mirando hacia el observador. El contorno del objeto es un rectángulo con esquinas redondeadas y su superficie es rugosa con algunas depresiones grandes. | 5.0               | 420 (436 × 416 × 402)       | ≈ 3900          | 117 646            | +1,1223                | 0.075           | 0.0005        | 1989            | 1989          | Voyager 2                |
| 8  | Tritón     | Un gran objeto esférico está parcialmente iluminado desde abajo a la izquierda con su polo sur mirando hacia la fuente de luz. A su alrededor, en la parte inferior izquierda del cuerpo, hay una gran área blanca con algunas docenas de rayas oscuras alargadas en la dirección del polo al ecuador. Este casquete polar tiene un ligero tinte rojo. La región ecuatorial es más oscura con un tinte cian y su superficie es rugosa con numerosos cráteres y lineamientos que se cruzan. | –1.2              | 2705,2 (2709 × 2706 × 2705) | 2 139 000       | 354 759            | −5,8769                | 156.865         | 0.0000        | 1846            | 1846          | William Lassell          |
| 9  | Nereida    | En el centro se ve un pequeño cuerpo manchado de color blanco. | 4.4               | 357 ± 13                    | ≈ 2400          | 5 504 000          | +360,14                | 5.8             | 0.749         | 1949            | 1949          | Gerard Kuiper            |
| 10 | Halimede   | | 10.0              | ≈ 62                        | ≈ 12            | 16 590 500         | −1879,78               | 119.6           | 0.521         | 2002            | 2003          | Matthew J. Holman et al. |
| 11 | Sao        | | 11.1              | ≈ 44                        | ≈ 3,4           | 22 239 900         | +2919,43               | 50.2            | 0.296         | 2002            | 2003          | Matthew J. Holman et al. |
| 12 | S/2002 N 5 | | 11.2              | ≈ 38                        | ≈ 3             | 23 414 700         | +3156,56               | 46.3            | 0.433         | 2002            | 2024          | Matthew J. Holman et al. |
| 13 | Laomedeia  | | 10.8              | ≈ 42                        | ≈ 3,4           | 23 499 900         | +3176,13               | 36.9            | 0.419         | 2002            | 2003          | Matthew J. Holman et al. |
| 14 | Psámate    | | 11.0              | ≈ 40                        | ≈ 2,9           | 47 615 100         | −9149,51               | 127.8           | 0.414         | 2003            | 2003          | Scott S. Sheppard et al. |
| 15 | Neso       | | 10.7              | ≈ 60                        | ≈ 11            | 49 895 300         | −9794,99               | 128.4           | 0.455         | 2002            | 2003          | Matthew J. Holman et al. |
| 16 | S/2021 N 1 | | 12.1              | ≈ 25                        | ≈ 0,8           | 50 700 200         | −10 036,65             | 135.2           | 0.503         | 2021            | 2024          | Scott S. Sheppard et al. |